# 黃寬 (成化進士)
黃寬（1435年—？），字汝栗，福建泉州府晉江縣人，民籍。明朝政治人物。進士出身。

## 生平
成化八年，登進士，授诸暨縣知縣，官至浙江佥事。

## 家族
曾祖父黃以直。祖父黃永昭。父亲黃貴，曾任國子助教。